# Speranța Nisporeni
Le Speranța Nisporeni (« L'espérance de Nisporeni ») est un club de football moldave créé en 1991 et basé à Nisporeni. 

## Historique
- 1991 : Création du Speranta Nisporeni
- 1992 : Le Speranța Nisporeni participe à la première édition de la Divizia Naţională.
- 1994 : L'équipe termine dernière du championnat et est reléguée en Divizia A.
- 1995 : Le Speranța Nisporeni remonte en Divizia Naţională.
- 1998 : Nisporeni termine à la dernière place du championnat et est de nouveau relégué en Divizia A.
- 2015 : Le club termine troisième de Divizia A et est promu en Divizia Naţională.
- 2021 : Le club ne se présente pas lors de la 33e et 34e journée de championnat et sera exclu de la compétition et relégué.